# Gabrias
Gabrias (okcitán nyelven Gabriaç) község Franciaország déli részén, Lozère megyében. 2011-ben 143 lakosa volt.

## Fekvése
Gabrias a La Boulaine-hegység nyugati lábánál fekszik, 903 méteres (a községterület 717-1200 méteres) tengerszint feletti magasságban, Marvejols-tól 9 km-re keletre a Coulagnet folyó völgye felett. A község területének 24%-át (500 hektár) erdő borítja.
Délnyugatról Grèzes, nyugatról Montrodat, északnyugatról Lachamp, északról Servières, keletről Barjac, délről pedig Esclanèdes községekkel határos.
Gabrias-t Marvejols-lal és Mende-dal (15 km) a D42-es megyei út köti össze.
A községhez tartozik Baldassé, Chanteruéjols, Cougoussac, Crouzet, Goudard, Le Pivoult, Le Rouve, Valcroze, Ventajoux és Le Villaret.

## Története
A település a történelmi Gévaudan tartományban fekszik. Egyházközsége 1424-ben a marvejols-i káptalan birtokába került.

### Demográfia
| Év   | Lakosság |
| ---- | -------- |
| 1793 | 476      |
| 1851 | 500      |
| 1876 | 400      |
| 1901 | 369      |
| 1936 | 253      |

| Év   | Lakosság |
| ---- | -------- |
| 1946 | 240      |
| 1954 | 234      |
| 1962 | 212      |
| 1968 | 156      |

| Év   | Lakosság |
| ---- | -------- |
| 1975 | 149      |
| 1982 | 137      |
| 1990 | 127      |
| 1999 | 125      |
| 2010 | 138      |

## Nevezetességei
- A Saint-Innocent templom a 12. században épült román stílusban, gótikus kápolnája is van.
- Cougoussac-kastély egy római építmény helyére épült a 14. században, értékes kápolna tartozik hozzá. Mai formáját a 17-18. századi átépítések után kapta.[3] 1906 óta a Rousset-család tulajdonában van.[4]
- Génébrier-kastély Chanteruéjols-ban a Coulagnet fölé magasodó sziklán áll.
- Brignes-nél római villa nyomait tárták fel az ásatások.[5]

## Kapcsolódó szócikk
- Lozère megye községei